# B2C
B2C (ang. business-to-consumer) – relacja przedsiębiorstwo–klient indywidualny, jest najczęściej spotykanym typem. W tym przypadku przedsiębiorstwa usiłują zyskać klientów indywidualnych.
B2C obejmuje:
- przygotowanie ofert;
- przygotowanie zamówień;
- potwierdzanie zamówień;
- płatności;
- realizację transakcji;
- wystawianie dokumentów związanych z realizacją transakcji;
- marketing.